# Кралл, Сюзанн
Сю́занн Кралл Спрют (англ. Suzanne Krull Spryut; 8 июля 1966, Нью-Йорк, Нью-Йорк — 27 июля 2013, Лос-Анджелес, Калифорния) — американская актриса

, стендап-комедиантка, сценарист и кинопродюсер.

## Ранние годы
Сюзанн Кралл родилась 8 июля 1966 года в Нью-Йорке, штат Нью-Йорк, США, в семье Марсии Кралл (1938—1985). У неё была сестра — Габриэль Кралл. Кралл училась в Средней школе Южного берега в Бруклине и в Средней школе Агуры после переезда в Южную Калифорнию. Кралл окончила Американскую академию драматического искусства.

## Карьера
В 1988 году Кралл дебютировала в кино с ролью Мелиссы в эпизоде телесериала «Факты из жизни». Среди ролей на телевидении мисс Уинстон в научно-фантастической комедии «Фил из будущего» (2004—2005), Линн Карнофф в научно-фантастической драме «Остаться в живых» (2007—2010) и Джойс в ситкоме «Держись, Чарли!» (2011). Всего сыграла более чем в пятидесяти фильмах и телесериалах. Была известна как стендап-комедиантка, сценарист и кинопродюсер.

## Личная жизнь
10 июля 2006 года Кралл вышла замуж за актёром Питером Спрюта. 18 июня 2008 года у них родилась дочь — Харпер Джой Спрют.

## Смерть
Кралл умерла 27 июля 2013 года от разрыва аневризмы аорты в Лос-Анджелесе, штат Калифорния, США, через две недели после своего 47-летия. 30 июля она была похоронена в Мемориальном парке-кладбище «Маунт-Синай» рядом со своей матерью Марсией, также скончавшейся в 47-летнем возрасте.

## Избранная фильмография
| Год       |   | Русское название                 | Оригинальное название                     | Роль                      |
| --------- | - | -------------------------------- | ----------------------------------------- | ------------------------- |
| 1988      | с | Факты из жизни                   | The Facts of Life                         | Мелисса                   |
| 1994—1998 | с | Полиция Нью-Йорка                | NYPD Blue                                 | Джуни/Триш МакФарленд     |
| 1994—2008 | с | Главный госпиталь                | General Hospital                          | Гретхен / Сюзанн          |
| 1995      | ф | Тугая петля                      | The Tie That Binds                        | Лиса                      |
| 1996      | с | Сёстры                           | Sisters                                   | жена                      |
| 1997      | ф | Процесс и ошибка                 | Trial and Error                           | клиентка                  |
| 1997      | ф | Мышиная охота                    | MouseHunt                                 | официантка №1             |
| 1997—2001 | с | Детектив Нэш Бриджес             | Nash Bridges                              | Люси / Бетти Энн МакКарри |
| 1998      | с | Сабрина — маленькая ведьма       | Sabrina, the Teenage Witch                | Ольга                     |
| 1998      | с | Баффи — истребительница вампиров | Buffy the Vampire Slayer                  | клерк                     |
| 1998—1999 | с | Китайский городовой              | Martial Law                               | миссис Пимнер             |
| 2000      | ф | Лучший друг                      | The Next Best Thing                       | Аннабель                  |
| 2000      | ф | Гринч — похититель Рождества     | Dr. Seuss’ How the Grinch Stole Christmas | покупательница            |
| 2001      | ф | Камуфляж                         | Camouflage                                | тощая женщина             |
| 2002      | с | Практика                         | The Practice                              | Луиз Фарчер               |
| 2003      | с | Справедливая Эми                 | Judging Amy                               | Люсинда Роан              |
| 2004—2005 | с | Фил из будущего                  | Phil of the Future                        | мисс Уинстон              |
| 2005      | с | Сильное лекарство                | Strong Medicine                           | Эйлин                     |
| 2005      | с | Зачарованные                     | Charmed                                   | Имара                     |
| 2005      | ф | Американские детки               | Kids in America                           | репортёр №3               |
| 2005—2008 | с | Зоуи 101                         | Zoey 101                                  | мисс Барвитч              |
| 2007      | с | Скорая помощь                    | ER                                        | Мэри Грант                |
| 2007—2010 | с | Остаться в живых                 | Lost                                      | Линн Карнофф              |
| 2009      | ф | Ведьмина гора                    | Race to Witch Mountain                    | Гейл Росс                 |
| 2009      | с | Части тела                       | Nip/Tuck                                  | леди за прилавком         |
| 2009      | с | Отчаянные домохозяйки            | Desperate Housewives                      | Софи                      |
| 2011      | с | Мистер Саншайн                   | Mr. Sunshine                              | Минди                     |
| 2011      | с | Держись, Чарли!                  | Good Luck Charlie                         | Джойс                     |
| 2011      | с | Родители                         | Parenthood                                | Шэрон                     |
| 2011      | с | Главный подозреваемый            | Prime Suspect                             | Шейла                     |
| 2011      | с | Ясновидец                        | Psych                                     | Дот                       |
| 2012      | с | Хор                              | Glee                                      | эксцентричная женщина     |
| 2012      | с | Мыслить как преступник           | Criminal Minds                            | доктор Сара Гленн         |
| 2012—2013 | с | Джесси                           | Jessie                                    | Милдред Лампки            |